# Manuskrypt paryski I
Manuskrypt paryski I – zbiór notatek Leonarda da Vinci datowany na lata 1497–1505. Manuskrypt znajduje się w Institut de France w Paryżu.
Rękopis obejmuje w sumie 139 stron. Jego wymiary wynoszą 100 × 75 mm. Składa się on z dwóch kieszonkowych notatników (I¹ i I²) złożonych i związanych razem w jedną oprawę. Notatnik I¹ obejmuje karty 1–48, I² 49–139. Notatki dotyczą zagadnień z geometrii Euklidesa, architektury i łaciny, której Leonardo wówczas się uczył.
W manuskrypcie znajdują się również notatki na temat perspektywy i proporcji dla malarzy oraz szkice projektu urządzenia ogrzewającego wodę, które miały być zastosowane w łaźniach księżnej Mediolanu.